# Теорема Вайнберга — Виттена
Теорема Вайнберга — Виттена — утверждение в квантовой теории поля, при очень общих предположениях вводящее запрет на существование частиц с перечисленными свойствами. Является одной из так называемых теорем запрета квантовой теории поля. Предполагая справедливость специальной теории относительности Эйнштейна, она указывает максимальный спин безмассовых частиц, являющихся переносчиками зарядов. Наиболее важным выводом из теоремы Вайнберга — Виттена является то, что гравитон, если он существует, должен быть фундаментальной частицей.

## Теорема
Вайнберг и Виттен доказали два отдельных результата. По их словам, первый получен с Сидни Коулманом, который не публиковал его:
- Квантовая теория поля в пространстве-времени размерности {\displaystyle 3+1} с 4-мерным сохраняющимся током (см. 4-ток), который является Лоренц-инвариантным (и калибровочно инвариантным, если существует какая-либо калибровочная симметрия, которая не является калибровочно-фиксированной) запрещает существование безмассовых частиц со спиральностью {\displaystyle |h|>1/2}, которые переносят ненулевые заряды, связанные с вышеупомянутым сохраняющимся током.

- Квантовая теория поля в пространстве-времени размерности {\displaystyle 3+1} с ненулевым сохраняющимся тензором энергии-импульса который является Лоренц-инвариантным (и калибровочно инвариантным, если существует какая-либо калибровочная симметрия, которая не является калибровочно-фиксированной) запрещает существование безмассовых частиц со спиральностью {\displaystyle |h|>1}.

## Следствия
Объединение общей теории относительности с квантовой теорией поля в рамках квантовой теории поля на искривленном пространстве-времени с её стандартным гравитоном не затрагивается теоремой Вайнберга-Виттена, поскольку её тензор энергии-импульса не является лоренц-ковариантным. Однако она запрещает существование безмассовых гравитонов, полученных как следствие стандартной модели или построенных из суперсимметричных частиц.
Теории Янга — Миллса не затрагиваются условиями теоремы Вайнберга-Виттена, так как они не имеют какого-либо сохраняющегося 4-тока, связанного с зарядами Янга-Миллса, которые являются как лоренц-ковариантными, так и калибровочно-инвариантными. Теорема Нетер дает ток, который сохраняется и лоренц-ковариантен, но не калибровочно-инвариантен.
Для массивных частиц теорема Вайнберга — Виттена не выполняется.